# 特拉維勒斯雷斯特 (喬治亞州梅肯縣)
特拉維勒斯雷斯特（英語：Travellers Rest）是位於美國喬治亞州梅肯縣的一個非建制地區。該地的面積和人口皆未知。

## 地理
特拉維勒斯雷斯特的座標為32°16′53″N 84°01′44″W / 32.28139°N 84.02889°W，而該地的平均海拔高度為98米（即322英尺）。